# Mauro Tarchi
Mauro Tarchi (San Giovanni Valdarno, 12 novembre 1951) è un politico italiano.

## Biografia
Nato a San Giovanni Valdarno nel 1951, iniziò a militare sin da giovane nel Partito Comunista Italiano, risultando eletto consigliere della Provincia di Arezzo. Dal giugno 1990 al giugno 1999 fu per due mandati presidente dell'amministrazione provinciale, ultimo presidente eletto in seno al consiglio e primo direttamente eletto dai cittadini.
Nel giugno 1999 venne eletto sindaco di San Giovanni Valdarno con i Democratici di Sinistra, riconfermato nel 2004.